# Télimélé
Télimélé est une ville de la république de Guinée. Située à l'ouest du pays, c'est le chef-lieu de la préfecture de Télimélé dans la région de Kindia.

## Géographie
Télimélé est établie sur les contreforts occidentaux du Fouta Djallon, entre Pita et Boké.

## Population
En 1959 Télimélé n'est encore qu'un petit village, mais dès 1967 c'est un chef-lieu de préfecture qui compte 12 000 habitants.
À partir d'une extrapolation du recensement de 2020 (INS), la population de Télimélé  a été estimée à 339 969 en 2020.

## Climat et végétation
Télimélé possède un climat de savane avec hiver sec (Aw) selon la classification de Köppen-Geiger. Les précipitations à Télimélé sont beaucoup plus importantes en été qu'elles ne le sont en hiver. Sur l'année, la température moyenne à Télimélé est de 27.3°C et les précipitations sont en moyenne de 1429.8 mm.
A titre de comparaison à Conakry, la température moyenne annuelle est de 27.3°C et les précipitations sont en moyenne de 1429.8 mm.
Les meilleurs mois pour visiter Télimélé sont Janvier Février Mars Avril Mai Octobre Novembre Décembre.

## Infrastructure
Télimélé abrite les deux plus grands barrages électriques de la Guinée notamment le barrage de Kaléta et de Souapiti.

## Éducation
Elle regroupe également plusieurs possibilités d'éducation. Il existe plusieurs écoles primaires et secondaires. la ville dispose d'une institut de santé (Institut International de Santé de Télimélé)
Avec l'action de L’UNICEF pour chaque enfant, l'éducation des filles de Télimélé s’améliore de plus en plus.

## Sport
La ville est représentée au sein de la Ligue 1 de Football, le championnat phare du pays par Le Loubha FC.

## Personnalités liées à la ville

### Personnalités politiques
- Hadja Rabiatou Serah Diallo, originaire .
- Elhadj Ibrahima Diallo, Député uninominal de Télimélé de mars 2020 jusqu'au 5 septembre 2021.
- Mamadou Dian Barry, Chimiste de formation et membre du parti Union pour le Progrès et le Renouveau (UPR). Elu député en avril 2020, il a siégé jusqu'à son décès en novembre 2020.

### Personnalités religieuses et historiques
- Koli Tenguella, souverain peul du début du XVI e siècle, il a fondé la première dynastie peule Denianké au royaume du Fouta Toro.
- Waliou de Gomba (Thierno Aliou Diallo),Née vers 1829, il était un ouléma musulman et résistant à la pénétration coloniale.

### Personnalités médiatique
- Bachir Sylla, né en 1976 à Télimélé, il est journaliste économique, chercheur et consultant.

### Personnalités culturelles
- Binta Laly Sow, chanteuse et musicienne guinéenne reconnue
- Lega Bah (Néné Gallè Bah), née à Télimélé, elle est une chanteuse et musicienne guinéenne reconnue

## Médias
La ville de Télimélé est dotée d'une  station de radio  publique et Radio rurale  de Télimélé.

## Transports
Le transport étant moyen développé dans la ville de Télimélé mais néanmoins existant dans la grande ville et quelques villages environnantes.